# John Muir

John Muir im Alter von 32 Jahren

John Muir [ˈmjʊər] (* 21. April 1838 in Dunbar, Schottland; † 24. Dezember 1914 in Los Angeles, Kalifornien) war ein schottisch-US-amerikanischer Naturphilosoph und Autodidakt.
Er betätigte sich als Naturalist, Entdecker, Schriftsteller, Erfinder, Ingenieur und Geologe.
John Muir entwickelte sich im Laufe seines Lebens vom Naturforscher mehr und mehr zum Naturschützer und nahm dabei viele der Ideen des heutigen Naturschutzes vorweg. Er war Mitgründer des Sierra Clubs, der ältesten und größten Naturschutzorganisation in den Vereinigten Staaten. Sein offizielles botanisches Autorenkürzel lautet „J.Muir“.

## Kindheit und Jugend
John Muir wurde am 21. April 1838 als drittes von acht Kindern in Dunbar, Schottland geboren. Er besuchte die Schule in Dunbar, wo er auch Latein und Französisch lernte, und musste zusätzlich jeden Tag Bibelverse auswendig lernen. Als er 11 Jahre alt war, reiste sein Vater mit ihm und zwei weiteren Geschwistern in die Vereinigten Staaten, um die Auswanderung der Familie vorzubereiten. Sein Vater besiedelte die Fountain Lake Farm in der Nähe von Portage, Wisconsin, die seit 1990 als National Historic Landmark eingetragen ist, und holte den Rest der Familie nach deren Einrichtung nach. Muir wurde sehr streng erzogen und musste in seiner Kindheit bereits schwere Farmarbeit leisten. In dieser Zeit besuchte er keine Schule, sondern bildete sich autodidaktisch weiter.
Bedingt durch die beschränkten Mittel auf dem Bauernhof und die Regeln in seinem Elternhaus begann Muir, Gerätschaften und Maschinen zu erfinden. So erfand er zum Beispiel eine „Early-Rising Machine“ (etwa: Frühaufsteher-Maschine), nachdem ihm das Lesen und Lernen nur vor Sonnenaufgang erlaubt worden war. Diese Maschine war eine von mehreren Zeitmessern, die er im Laufe der Jahre neben Thermo-, Hygro- und Barometern entwickelte.
Mit Ermunterung durch Nachbarn stellte Muir im September 1860 seine Erfindungen auf der Landwirtschaft-Ausstellung in Madison, Wisconsin, aus und gewann den „Ingenious Whittler’s Award“. Hier lernte er auch Jeanne C. Carr, die Ehefrau von Ezra Slocum Carr, Professor der Chemie und Naturgeschichte an der Universität von Wisconsin, und James Davie Butler, ein anderes Fakultätsmitglied, kennen. Jeanne C. Carr sollte zu seiner lebenslangen Ratgeberin werden. Nach der Ausstellung blieb Muir in Madison und verdiente sich durch verschiedene Gelegenheitsjobs die Einschreibegebühren an der Universität.
Er besuchte die University of Wisconsin, die er 1863 ohne Abschluss verließ. Seine Hauptinteressen lagen in der Geologie, Chemie und vor allem der Botanik.
In der Autobiographie The Story of my Boyhood and Youth, die auch Beschreibungen und Illustrationen seiner Erfindungen enthält, schreibt Muir über seine Kindheit in Schottland, die Auswanderung und sein Leben bis zum Verlassen der University of Wisconsin.

## Wanderschaft
Im September 1864 arbeitete er, zusammen mit seinem Bruder David, als Mechaniker in dem Sägewerk von Wm. Trout bei Meaford, Ontario, Kanada, das Rechen und Besenstiele herstellte. Als die Fabrik 1866 in Brand geriet, gingen auch seine gesamte Habe sowie Aufzeichnungen über seine Exkursionen und Notizen technischer Natur in Flammen auf.
Da der Bürgerkrieg zu Ende ging, kehrte er im Mai 1866 in die USA zurück und ging nach Indianapolis, wo er in der Fabrik von Osgood Smith & Co. Arbeit fand, die Holzräder, Fässer, Dauben usw. herstellte. Im März 1867 erlitt er einen Arbeitsunfall, als eine kleine Feile sein rechtes Auge an der Hornhaut verletzte.
Als sein Auge ausgeheilt war, entschloss sich Muir im April 1867, sein Leben dem Studium der Natur zu widmen.

## Muirs Reisen
Im September 1867 unternahm Muir seinen 1.000-Meilen-Fußmarsch an den Golf von Mexiko. Er begann in Louisville, Kentucky, marschierte durch Tennessee nach Süden zu den Appalachen. Dann durchquerte er Georgia von Athens über Augusta nach Savannah. Hier nahm er ein Boot entlang der Küste zu den Inseln im Nordosten von Florida. Danach marschierte er durch Gainesville nach Cedar Key. Hier wurde er krank und blieb einige Zeit bis zur Genesung. Im Januar 1868 erreichte er Havanna, Kuba, wo er sich vier Wochen aufhielt.

## Leben in Yosemite
Am 2. März 1868 erreichte John Muir San Francisco. Er war mit dem Dampfschiff von New York gereist. Er war jetzt 30 Jahre alt und wollte unbedingt das Yosemite Gebiet sehen. Im Gegensatz zum typischen Reisenden von damals, der die Fähre von San Francisco nach Stockton, dann eine Postkutsche nach Coulterville bestieg und von hier ein Pferd nahm, machte Muir den Weg zu Fuß. Er nahm die Fähre nach Oakland und wanderte durch das Santa Clara Tal, über den Pachero Pass, durchquerte das San Joaquin Tal nach Snelling, aufwärts zu den Ausläufern des Gebirges durch Coulterville, Mariposa County, und erreichte das Yosemite Tal um den 22. Mai 1868. Er war überwältigt von der Schönheit der Natur, den Bergen und Seen. Hier würde er die nächsten zehn Jahre verbringen und jedes Gebiet erkunden.
Vom Sommer 1868 bis Frühjahr 1869 arbeitete er als Schafhirte für John Connel alias Smokey Jack. Dabei unternahm er ernsthafte Studien der Geologie und Botanik der Sierra. Von Juni bis September hütete er die Schafherden von Pat Delany in der Region von Tuolumne Meadow, und im November nahm er einen Halbtagsjob in der Sägemühle von J. M. Hutchins im Yosemite Valley an. Nebenbei erkundete er die Berge der Sierra Nevada.
Er begleitete William Fred McClure, einen Ingenieur des Staates Kalifornien, und Joseph Burwell McChesney, einen Schulleiter aus Oakland, auf ihrer Tour durch den oberen Yosemite. Im August traf er den Geologen Joseph LeConte und schloss sich dessen zehntägiger Expedition in das Hochland, zum Bloody Canyon und Mono Lake an. Danach wurde er von der Journalistin Teresa Yelverton interviewt. Yelverton schrieb in vier Wochen 250 Seiten und gab Muir das Manuskript zu lesen. Sie veröffentlichte eine Novelle unter dem Titel Daughters of Ahwahnee (später umbenannt in Zanita: A Tale of the Yo-Semite).
Von Oktober bis Dezember 1870 arbeitete er erneut als Schafhirte für Pat Delaney entlang des Tuolumne River in der Nähe von La Grange, und im Januar 1871 nahm er wieder die Arbeit in der Sägemühle von J. M. Hutchins auf. Eifersüchteleien über Muirs Bekanntheit führten aber dazu, dass dieser die Arbeit bei Hutchins aufgab. Im Mai 1871 besuchte Ralph Waldo Emerson Muir im Yosemite Valley. Im August begann Muir mit dem intensiven Studium der Gletscher in Vorbereitung eines Buches für die Boston Academy of Sciences, und im September sandte er seinen ersten Artikel über Gletscher an die New York Tribune. Über den Winter bis zum Frühjahr 1872 wohnte er im Black’s Hotel, wo er an Manuskripten und Entwürfen arbeitete. Im Sommer entschied sich Muir, seinen Lebensunterhalt als Schriftsteller zu verdienen.
Im März 1872 war er Augenzeuge eines größeren Erdbebens im Yosemite Valley, und im April baute er sich hier ein Blockhaus. Im Juli 1872 kam Merrill Moores und verbrachte einige Monate mit Muir. Auch traf er Asa Gray, den Botaniker. Im August/September unternahm er eine zweiwöchige Tour in das Illiluette Basin. und im September folgten neun Tage mit Merrill Moores nach Hetch Hetchy. Im Oktober lernte Muir den Maler William Keith kennen und begleitete ihn auf seiner Exkursion zum Mount Ritter. Im November nahm Keith Muir mit in die
San Francisco Bay Area; Muir traf hier Ina Coolbrith, Charles Warren Stoddard und andere Prominente. Im Dezember war er wieder im Yosemite Valley und unternahm Winterexkursionen an den Glacier Point und den Tenaya Canyon. Er arbeitete an Artikeln über Gletscher.
Im April 1873 verließ sein Vater Daniel die Familie, um sich einer religiösen Gruppe in Hamilton, Kanada, anzuschließen.
Im Frühjahr 1873 schrieb er Beiträge für die Zeitschrift „The Overland Monthly“. Im Juni besuchten ihn in Yosemite: Jeanne Carr, Emily Pelton, bei deren Familie er in Prairie du Chien 1860–1861 wohnte, Albert Kellogg, der Botaniker, und William Keith. Muir und Keith wurden enge Freunde. Im Juni und Juli unternahm Muir einen Trip von sechs Wochen zur High Sierra, Tuolumne Canyon, begleitet von Mrs. Carr, William Keith und Albert Kellogg. Daran schloss sich im September eine Exkursion mit Galen Clark, Billy Simms, Albert Kellogg durch Mariposa Grove, North Fork San Joaquin an. Im September/Oktober bestieg Muir den Mount Whitney von der Ostseite und besuchte den Mono Lake. Von November 1873 bis August 1874 zog er nach Oakland, um zu schreiben. Er lebte im Haus des Schuldirektors J. B. McChesney, traf John Swett und arbeitete an seinen „Sierra-Studien“.
Im Juli 1874 machte er die Bekanntschaft von John Strentzel mit Ehefrau und deren einziger Tochter Louie. Jeanne Carr spielte Heiratsvermittlerin und erst 1879 lernten sich die beiden näher kennen.
Im August kehrte er in den Yosemite zurück und begleitete den Fotografen John James Reilly in das Hochgebirge der Sierra. Im September setzte er seinen Aufenthalt in „Black’s Hotel“ fort. Im Oktober–November reiste er zum Lake Tahoe und Mount Shasta. Er bestieg den Shasta und verbrachte eine Woche im Schneesturm in 2.740 m (9,000 ft) Höhe. Im Dezember vollendete er die Besteigung des Mt. Shasta und überquerte im Anschluss die Wasserscheide zwischen den Flüssen Yuba und Feather. Im Februar 1875 besuchte er wieder die Bay Area und wohnte bei der Familie Swett in San Francisco. Im April–Mai 1875 bestieg er noch einmal den Mt. Shasta, dieses Mal in Begleitung des erfahrenen Bergsteigers Jerome Fay. Im Mai–Juni machte er wieder eine Tour zum Yosemite high country und Owens River, zusammen mit William Keith, John Swett and J. B. McChesney. Im Juli besuchte er mit George Bayley und Charles Washburn die südliche Sierra und bestieg den Mount Whitney am 20. Juli. Im August folgte er dem Flusslauf des Merced River. Von September bis November unternahm er eine dreimonatige Reise mit seinem Maultier „Brownie“ durch die südliche Sierra, um die Mammutbäume (Sequoia) zu studieren. Während der Wintermonate bis Frühjahr 1876 lebte er wieder bei der Familie Swett und arbeitete an seinen Artikeln für Zeitschriften. Er traf Henry George.
Im Januar 1876 hielt Muir seinen ersten öffentlichen Vortrag über den Schutz der Wälder in Sacramento im Literarischen Institut. William Keith wusste, dass Muir aufgeregt war vor seinem ersten öffentlichen Auftritt und lieh ihm eins seiner Gemälde, The Headwaters of the Merced, mit den Worten: „Just look at the painting Johnny. You’ll think you’re back in the mountains. You’ll relax and be fine.“ (Betrachte das Bild. Du wirst denken, dass Du zurück in den Bergen bist. Du wirst Dich entspannen und es wird Dir gut gehen.) Einmal in Sacramento, dem Regierungssitz von Kalifornien, suchte er auch das Gespräch mit Abgeordneten. Von Juli bis September arbeitete er als Zeitungsreporter für das „San Francisco Bulletin“ und bereiste die mittlere Sierra. Von Oktober bis November nahm er an der Vermessung der Coast & Geodetic Survey in Nevada und Utah teil.
Vom Mai bis Juli 1877 bereiste er als Korrespondent des Bulletin Utah. Von August bis September machte er eine Excursion durch die Gabriel Mountains, kehrte zurück in den Norden Kaliforniens, besuchte die Mammutbäume von Santa Cruz Big Trees, bestieg den Mount Hamilton und hielt Vorträge an der State Normal School (heute San José State University). Im September führte er Asa Gray, Sir Joseph Hooker, Bidwell party zum Mount Shasta. Im Oktober unternahm er eine sechstägige Bootsfahrt von Bidwell Ranch nach Sacramento und kehrte mit dem Dampfschiff zurück nach San Francisco. Im Oktober/November fuhr er von Martinez mit der Eisenbahn nach Visalia; ging zu Fuß zum Kings River: South Fork, Middle Fork, Converse Basin und zurück zu Visalia. Von dort nahm er die Eisenbahn nach Merced. Er baute ein Boot in Hopetown und fuhr damit via Merced und San Joaquin Rivers nach Martinez zurück. Im Winter 1877–1878 kehrte er nach San Francisco zurück und lebte bei der Familie Swett, wo er schrieb und Vorträge hielt.
Im Frühjahr 1878 reiste er wiederholt nach Martinez. Dann unternahm er eine Reise zu den Quellarmen, North and Middle Forks, des American River. Von Juli bis November 1878 nahm er als Korrespondent des „San Francisco Evening Bulletin“ an der Erkundung der Coast & Geodetic Survey des 39. Breitengrad in Utah und Nevada teil. Über den Winter 1878 bis Frühjahr 1879 wohnte er bei Isaac Upham in San Francisco und begann mit der Arbeit an den „bee pasture“ (Bienenweiden) Artikeln und anderen Beiträgen für Scribners.
Im Juni 1879 gab er seine Verlobung mit Louie Strentzel bekannt. Sie war eine ausgebildete Pianistin und hätte öffentliche Konzerte geben können, stattdessen stand sie ihren Eltern zur Seite bei der Verwaltung der Obstplantage. Ihr Bruder John war 1857 verstorben und sie war alles, was den Eltern geblieben war.
Von Juni 1879 bis Januar 1880 unternahm er als Bulletin-Korrespondent seine erste Alaska-Reise. Der Reiseplan schloss Portland, Seattle und Victoria ein. In Fort Wrangell traf er den Missionar S. Hall Young und sie reisten nach Sitka, Stikine River, Fairweather Mountain und Glacier Bay. Im Januar 1880 ist er zurück in Portland, wo er einige Vorträge hält. Insgesamt reiste Muir siebenmal nach Alaska.
Er machte noch einen Abstecher den Columbia River hoch. Im Februar 1880 unternahm er eine Reise zum Lake Tahoe mit Thomas Magee. Er besuchte auch die Bidwells auf ihrer Ranch und noch einmal die Familie Strentzel in Martinez.

## Heirat und Leitung der Plantage

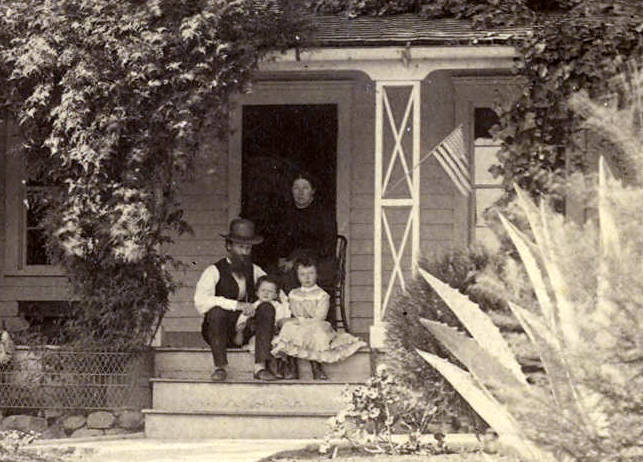
Muir mit Familie vor dem gemeinsamen Haus, 1888

Am 14. April 1880 heiratete Muir Louie Wanda Strentzel (1847–1905), die Tochter eines Polen, der nach der Revolution von 1830 aus Polen geflüchtet war und nach einigen Jahren in Texas 1849 nach Kalifornien gekommen war, und zog nach Martinez, Kalifornien, auf das Grundstück seines Schwiegervaters John Strentzel, ursprünglich ein Arzt, der aber erfolgreicher Besitzer großflächiger Plantagen mit Orangen, Zitronen, Aprikosen in den Hügeln östlich der Bucht von San Francisco geworden war. Zur Hochzeit schenkte Dr. Strentzel ihnen 20 acres (ca. 8 ha) und das Haus, in dem sie lebten, und das nur eine Meile von dem 1882 neu erbauten entfernt war. Muir wurde zum Betriebsleiter der Farm und bewirtschaftete zudem kleinere Flächen, die er selbst kaufte. Nach dem Tod seines Schwiegervaters 1890 zog er mit seiner Ehefrau und seinen beiden Töchtern, Annie Wanda (1881–1942) und Helen Lillian (1885–1964), in das großzügige Haupthaus um, das er bis zu seinem Tod 1914 bewohnte. Muir übergab 1890 die Leitung der Plantage seinem Bruder David. Erst 1891 wandte er sich wieder der Wissenschaft und Philosophie zu, wirtschaftlich abgesichert durch die Plantage.
1881 nahm er, zusammen mit Edward William Nelson, an einer Arktis-Expedition an Bord der USRC Thomas Corwin (heute: United States Coast Guard USCG; „Küstenwache der Vereinigten Staaten“) teil. Im Juli 1884 begleitete ihn seine Frau Louie Muir in das Yosemite Valley. Sie merkte bald, dass sie mit ihrem Ehemann nicht Schritt halten konnte und das ungewohnte Klettern sie sehr anstrengte. So blieb es das erste und einzige Mal, dass sie an seinen Bergtouren teilnahm. Im Oktober fordert Robert Underwood Johnson ihn auf, das Schreiben wieder aufzunehmen. Im Dezember kommt seine Schwester Annie Muir nach Martinez für einen längeren Aufenthalt und um sich zu erholen.
Im August 1885 unternahm Muir eine zweiwöchige Reise zum Yellowstone Park, wo er Herrn und Frau A. H. Sellers traf und mit ihnen gemeinsam reiste. Bei seiner Rückkehr erhielt er die Nachricht, dass sein Vater im Sterben liegt. Er eilte nach Portage, um seine Familie zu treffen, und sie reisten zusammen nach Kansas City. Sie trafen den Vater Daniel Muir noch lebend an und konnten Abschied nehmen. Im Frühjahr 1887 nahm Muir das Angebot an, ein Buch mit dem Titel Picturesque California herauszugeben und auch einige Beiträge hierfür zu schreiben. Im August 1888 entschied sich seine Frau, einen Teil der Strentzel-Plantage zu verkaufen oder zu verpachten, um ihren Ehemann von seinen Verwaltungsaufgaben zu befreien und damit sein Studium der Natur und Schreiben wieder zu beleben. Von Winter 1888 bis Sommer 1889 mietete er sich sporadisch in San Francisco ein, um sich auf das Schreiben für Picturesque California zu konzentrieren.
1899 war Muir einer der Experten, die an der von Edward Henry Harriman finanzierten Expedition nach Alaska teilnehmen durften.  Siehe → Harriman-Alaska-Expedition
Harriman half später bei der Finanzierung von Muirs Weltreisen, indem er ihm kostenlose Passagen auf seinen Schiffsfahrtslinien ermöglichte.

## Reisen nach Europa und um die Welt
John Muir begann seine Europareise 1893 in seinem Geburtsort in Dunbar in Schottland. Er besuchte auch England und die Fjorde von Norwegen, südlich von Trondheim. Muir bereiste die Schweiz und sah das Matterhorn und den Gornergletscher in den Walliser Alpen. Er überquerte die Berge nach Norditalien. Anschließend besuchte er noch die Seen von Killarney in Irland. Die Rückreise trat er von Schottland am 16. September 1893 mit dem Postschiff SS Campania der Cunard Royal Mail an.
Bei seiner Rückkehr nutzte Muir die Gelegenheit, einige Schriftsteller und Verleger an der Ostküste zu treffen. Er besuchte die Häuser und Grabstätten von Ralph Waldo Emerson und Thoreau in Concord (Massachusetts) und machte einen Spaziergang zum Walden Pond, wo das Buch Walden von Henry David Thoreau seinen Ursprung hatte.

### England, Frankreich und Deutschland
Seine nächste Reise begann Muir mit Charles Sprague Sargent und dessen Familie. Sprague war 1873 zum Direktor des neu gegründeten Arnold-Arboretums der Harvard University ernannt worden. 1884 war er Vorsitzender der New Yorker Kommission zur Errichtung des Adirondack Park und Catskill Mountains und 1896 des Komitees der National Academy of Sciences für die Erarbeitung einer föderalen Verordnung zum Schutz der Wälder. Muir lernte so viele Museen und Kunstgalerien in London, Paris und Berlin kennen, dass er meinte, er habe genug gesehen für sein ganzes Leben.

### Russland und China
Muir war weiterer Besuche von Museen, Kunstgalerien, alten Kirchen und Palästen überdrüssig, er trennte sich von den Spragues und begab sich nach Russland. Hier erfreute er sich an den Bergen und Wäldern des Kaukasus und dem Schwarzen Meer. Er fuhr mit dem Zug durch Sibirien, durch die Weizenfelder an der Wolga und die riesigen Wälder nach Wladiwostok. Von Wladiwostok aus begab sich Muir nach China in die Mandschurei, später besuchte er auch Shanghai und Guangzhou. Da er krank wurde, konnte er nicht viel von China sehen. Außerdem wollte er unbedingt nach Indien und das Himalaya Gebirge besuchen.

### Indien
Nach seiner Ankunft in Kalkutta reiste Muir gleich nach Darjeeling, wo er sich am Anblick des Sonnenaufgangs über den Bergen des Himalaya von Tiger Hill erfreute. Es ist der höchste Punkt in den Bergen von Darjeeling mit einer Höhe von 2.590 m (8482 feet). Muir reiste auch nach Shimla, im Norden Indiens, um die Wälder der Himalaya-Zeder (Cedrus deodara) zu sehen.

### Ägypten
Von Bombay reiste Muir per Schiff nach Alexandria in Ägypten. Er besuchte Kairo und die Pyramiden mit der Großen Sphinx von Gizeh. Mit einem Nilschiff fuhr er bis Asyut und Assuan, dann reiste er zurück nach Kairo.

### Australien
Sein nächstes Ziel war Australien. Muir besuchte die zoologischen und botanischen Gärten und Parks in Fremantle, Melbourne und Sydney. Er reiste ins Inland, um die Eukalyptuswälder zu erkunden. Die artenreichsten Gattungen sind dabei Eukalyptus und Akazien mit rund 600 bzw. 1000 Arten. Diese beiden Gattungen prägen in weiten Teilen die Flora und Vegetation Australiens und gehören zur Great Dividing Range. Muir fuhr 120 km mit dem Zug von Sydney nach Mount Victoria in den Blue Mountains (NSW), um sich die Jenolan Caves anzusehen. Er fuhr auch nach Queensland, um die Neuguinea-Araukarie (Araucaria cunninghamii) zu sehen, und erblickte das Great Barrier Reef von Bord seines Schiffes.

### Neuseeland
Von Australien war es nur ein Sprung nach Neuseeland. Nach seiner Ankunft in Auckland auf der Nordinsel besichtigte John Muir die Gegend von Rotorua mit ihren Wäldern und heißen Quellen von Geysiren. Der gute Ruf der Redwoods als Baumaterial hatte dazu geführt, hier in Rotorua 1901 die Bäume anzupflanzen. Die Ergebnisse der Anpflanzung waren gemischt – von den ursprünglichen zwölf haben nur sechs Hektar bis heute überlebt. Auf seiner Reise zu der Südinsel war er beeindruckt von den Vulkankegeln des Mounts Tongariro, Ngauruhoe und Ruapehu. In Christchurch besuchte er die Botanischen Gärten und Aoraki/Mount Cook mit dem Mueller Gletscher zu seinen Füßen.

### Japan und Hawaii
Nach kurzen Stopps in Timor, Indonesien, den Philippinen und Canton in China bestieg Muir den Dampfer Siberia der Pacific Mail Steamship Company, die in Besitz von Edward Henry Harriman war, für die Heimreise. Er erfreute sich an den Gärten des Shinto Schreins bei Nagasaki und von Yokohama konnte er den weltberühmten Fujiyama sehen. Muir legte einen Aufenthalt in Hawaii auf seiner Heimreise ein und erfreute sich an der üppigen tropischen Vegetation sowie der Schönheit der Ausblicke vom Diamond Head auf Honolulu.

## Theorie und Methoden des Naturschutzes

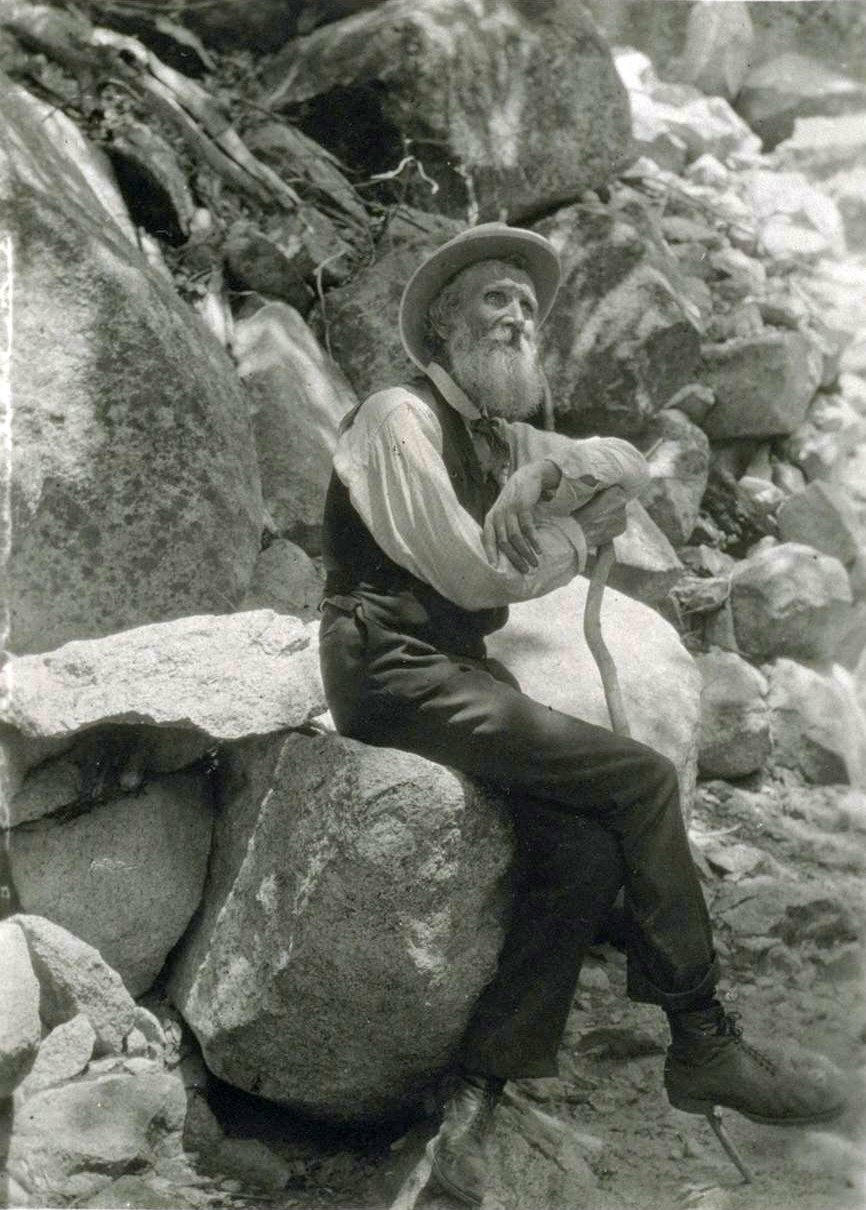
John Muir (1907)

Mit seinen Schriften wurde er zu einem der Pioniere der Naturphilosophie und der philosophischen Begründung des Naturschutzes. 1871 verwendete er den Begriff interpretation für die Übersetzung der Sprache der Natur. Das Konzept der Natur- und Kulturinterpretation, das der Informations- und Bildungsarbeit aller Nationalparks in den USA zugrunde liegt, erinnert heute noch daran.
1892 gründete John Muir mit anderen Mitstreitern den Sierra Club, eine der ersten Naturschutzorganisationen im modernen Sinne und heute eine der größten und einflussreichsten Umweltorganisationen Nordamerikas. Er war dessen erster Präsident und behielt das Amt bis zu seinem Tod 1914.
Muir war eng vernetzt mit einer Vielzahl von Menschen, die erkannten, dass mit der Besiedelung der nur scheinbar unendlichen Räume zwischen Atlantik und Pazifik und der Schließung der Frontier um 1890 eine besondere Verantwortung für die Natur und die Ressourcen der Vereinigten Staaten einherging. Sie begründeten den wissenschaftlich untermauerten Naturschutz. Muir setzte sich für Wildnis-Schutz ein und wollte großflächig Wälder und andere Flächen des amerikanischen Westens im Bundesbesitz ganz aus der Nutzung nehmen. Zum Wortführer der Gegenseite entwickelte sich der eng mit Muir befreundete Gifford Pinchot, der Gründer des United States Forest Service. Pinchot vertrat die Position, dass Wälder und andere Naturressourcen nachhaltig genutzt werden sollten, so dass ihr Wert und ihre Nutzungsmöglichkeiten dauerhaft erhalten bleiben. Die Debatte wurde unter den dabei entwickelten Begriffen „Conservation“ für nachhaltige Nutzung und „Preservation“ für den Nutzungsverzicht bekannt. Beide Vertreter setzten ihre Vorstellungen in verschiedenen Gebieten durch: Pinchots Gedanken führten zu den National Forests der USA, während Muir maßgeblich für die Errichtung von Nationalparks und National Monuments war.

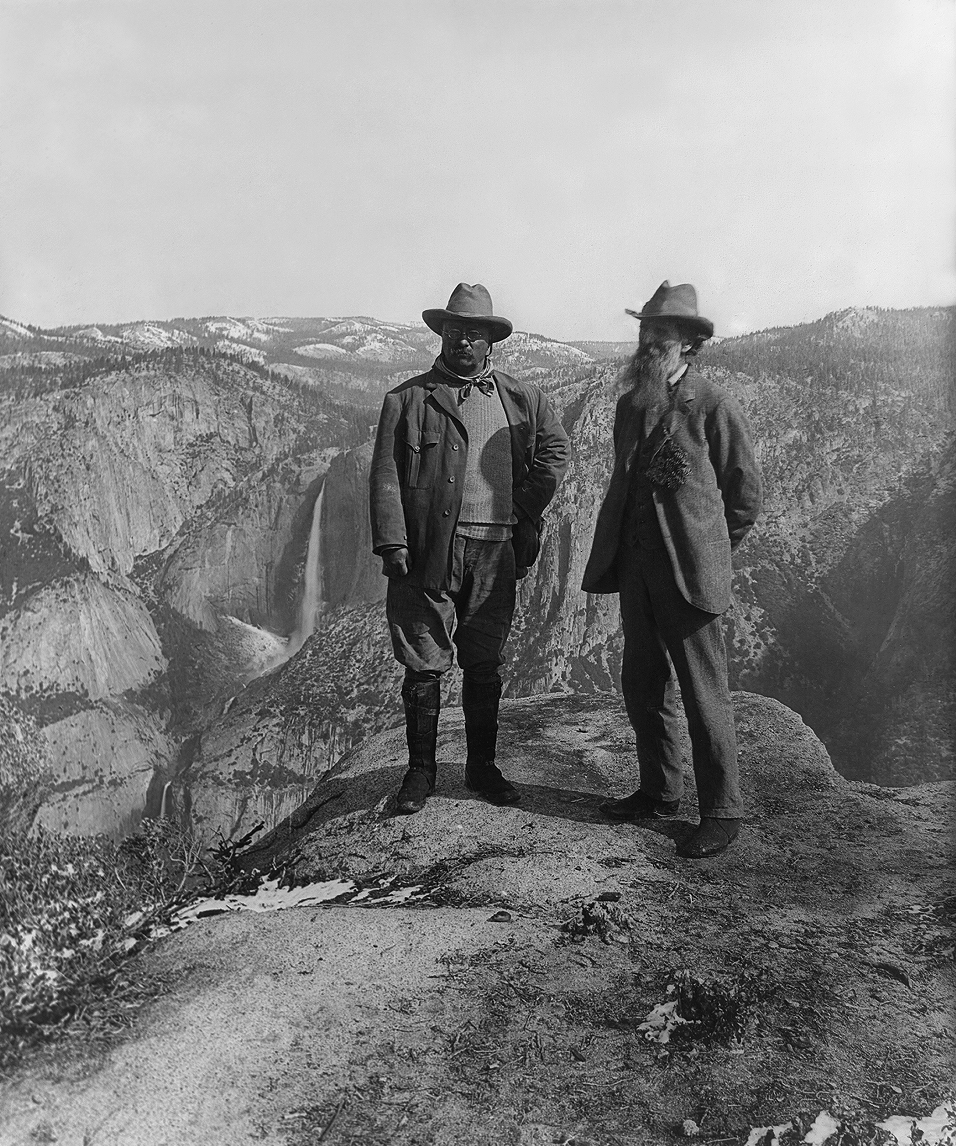
Muir mit Präsident Roosevelt im Yosemite-Nationalpark, 1906

Muir lud Präsident Theodore Roosevelt (der Muirs Bücher gelesen hatte) ein, mit ihm die landschaftliche Schönheit und Schutzwürdigkeit bedrohter Regionen zu erkunden. Zusammen besuchten sie 1903 Yosemite und gingen auf eine mehrtägige Camping-Tour, dabei erklärte Muir Roosevelt die Bedeutung des Natur- und Landschaftsschutzes und dass Yosemite als damaliger State Park Kaliforniens nur ungenügend geschützt sei. Auf Betreiben Roosevelts wurde das Tal 1906 wieder auf die Bundesregierung übertragen und stark erweitert als Yosemite-Nationalpark ausgewiesen.
Muir war eine der berühmtesten Persönlichkeiten Nordamerikas und ein einflussreicher Wissenschaftler. In den USA wurde er „Vater unserer Nationalparks“, „Wildnisprophet“ und „Bürger des Universums“ genannt. Als Wildnisforscher war er bekannt für seine Expeditionen und wissenschaftlichen Beschreibungen der Sierra Nevada (Kalifornien) und der Gletscher Alaskas.
Muir setzte sich sehr für die Erhaltung der natürlichen Fähigkeiten von Tieren ein und war ein großer Gegner der Domestizierung. Er hielt domestizierte Tiere für seelenlos und nur halb lebendig.

## Ehrungen
Nach John Muir sind benannt:

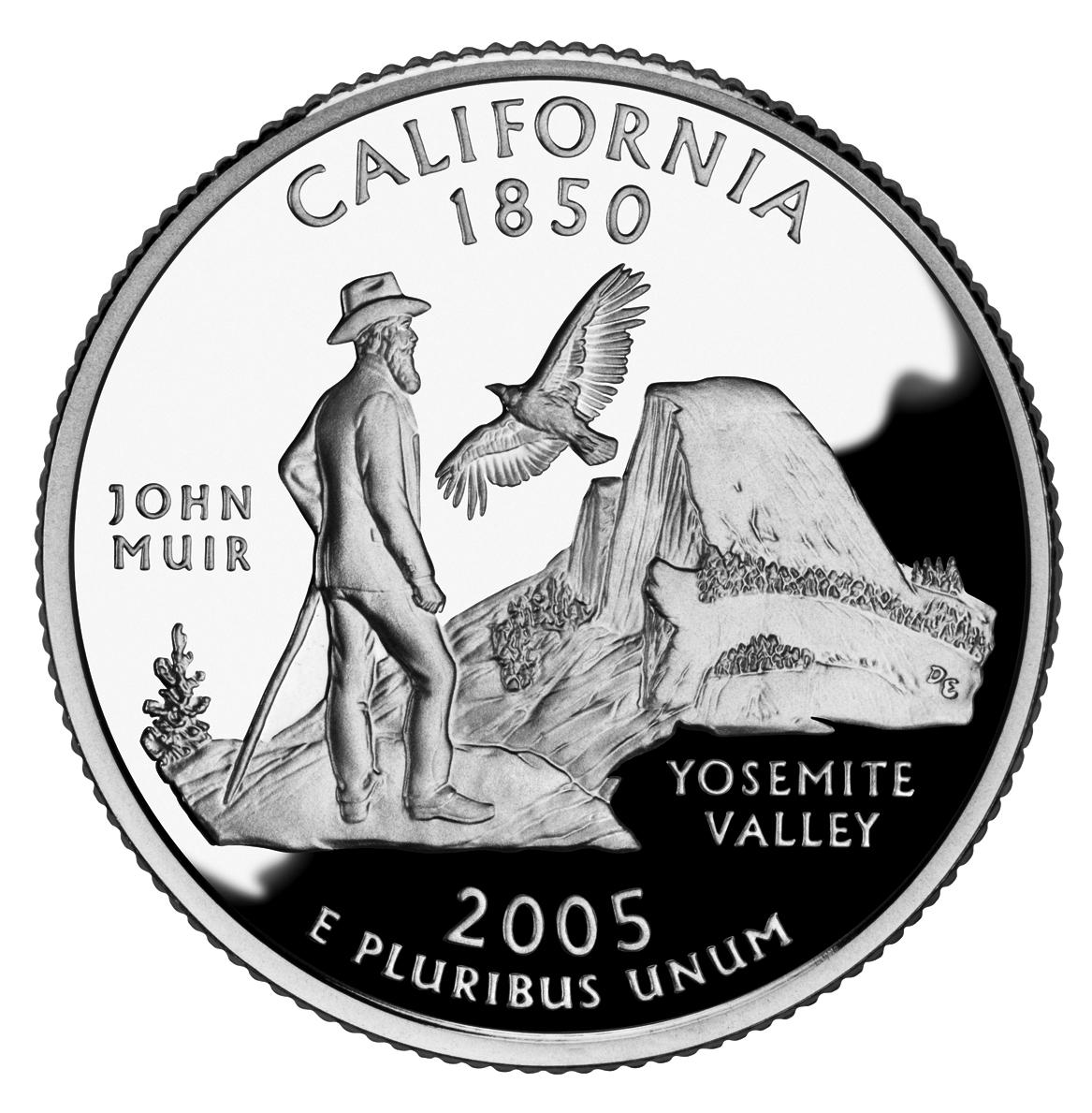
John Muir auf einer Vierteldollar-Gedenkmünze

- zwei Fernwanderwege, der John Muir Trail in der kalifornischen Sierra Nevada und ein gleichnamiger Weg im US-Bundesstaat Tennessee
- der 215 Kilometer lange Wanderweg John Muir Way durch Schottland von Helensburgh bis in seinen Geburtsort Dunbar
- das Muir Woods National Monument nördlich von San Francisco
- die John Muir Wilderness, ein Wilderness Area (Wildnisschutzgebiet) in der Sierra Nevada
- der Muir-Gletscher in Alaska
- Camp Muir und das Muir Snowfield auf dem Vulkan Mt. Rainier
- sein Wohnhaus in Martinez, Kalifornien ist als John Muir National Historic Site ausgewiesen und ein Museum zu Leben und Werk
- mehrere Schulen und Hochschulen, darunter das John Muir College innerhalb der University of California, San Diego
- ein Naturschutzgebiet mit dem Namen John Muir Country Park in seinem Geburtsort Dunbar, in Schottland
- ein Asteroid mit der Kennung 128523 Johnmuir
- die gemeinnützige Stiftung John Muir Trust zum Schutz wilder Landschaften in Schottland
- das größte Löschflugzeug der Welt, die „Spirit of John Muir“, eine umgebaute Boeing 747 des US-Unternehmens Global Supertanker Services, LLC.
- Er erhielt die Ehrendoktorwürde folgender Universitäten: Harvard 1896, Wisconsin 1897 April, 1911 Yale University, 1913 Mai zusammen mit John Swett Univ. of California in Berkeley.
- Nach Muir benannt ist auch die Pflanzengattung Muiria N.E.Br. aus der Familie der Mittagsblumengewächse (Aizoaceae).[33]
- Seit 1898 war er Mitglied der American Academy of Arts and Letters.[34]

Die U.S. Post würdigte mit einer Briefmarke im Jahr 1964 John Muir anlässlich seines 50. Todestages.
Der Bundesstaat Kalifornien feierte zudem seit 1989 jährlich am 21. April den John Muir Day (Gedenktag), an dem besonders an kalifornischen Schulen des Werks Muirs gedacht wird.
Muir wurde darüber hinaus ausgewählt, Kalifornien auf dem 2005 herausgegebenen State Quarter zu repräsentieren.
Anlässlich des hundertjährigen Bestehens des Nationalpark Service wurde eine Fünf-Dollar-Gedenkmünze in Gold geprägt. Auf der Vorderseite sind John Muir und Präsident Theodore Roosewelt abgebildet mit dem Half Dome des Yosemite National Parks im Hintergrund. Diese finanziert damit z. B. Projekte wie den Ausbau und die Instandhaltung von Rad- und Wanderwegen und vieles andere, das heute für Touristen wichtig ist, die mit ihren Besuch auch zum Erhalt des Nationalparks beitragen.

## Dokumentarfilm
- 1974 wurde der Dokumentar-Kurzfilm John Muir’s High Sierra veröffentlicht, dessen Macher bei der Oscarverleihung 1975 für Oscar für den besten Dokumentar-Kurzfilm nominiert waren.
- 2011 erschien der Dokumentarfilm John Muir in the New World. Dieser beschreibt Muirs Leben und Wirken, beginnend mit seiner Kindheit in Schottland bis hin zu seinem Tod.
- 2018 erschien mit The Unruly Mystic: John Muir ein Film über John Muir, der mit Stilmitteln des Interviews die spirituelle Seite von John Muirs Naturverständnis thematisiert.

## Schriften
- The Mountains of California. The Century Magazine, New York 1898 Digitalisat
  - John Muir, Judith Schalansky (Hg.): Die Berge Kaliforniens. Fotos von Eadweard Muybridge. Aus dem amerikanischen Englisch übersetzt und kommentiert sowie mit einem Nachwort von Jürgen Brôcan. Matthes & Seítz, Berlin 2013, ISBN 978-3-88221-050-7.
- The Story of my Boyhood and Youth. Houghton Mifflin, Boston/New York 1913. Digitalisat.
- John Muir: Die Geschichte meiner Kindheit und Jugend. Aus dem amerikanischen Englisch von Jens Lindenlaub. KT-Verlag 2020
- My first summer in the Sierra. Houghton Mifflin, Boston/New York 1911 Digitalisat
  - John Muir: Mein erster Sommer in der Sierra. Aus dem amerikanischen Englisch von Jens Lindenlaub. KT-Verlag 2016
- Stickeen: The Story of a Dog. Erstveröffentlichung September 1897. Publisher: Houghton Mifflin Co., Boston 1909
  - John Muir: Stickeen. Aus dem amerikanischen Englisch von Jens Lindenlaub. KT-Verlag 2025
- Travels in Alaska. Houghton Mifflin, Boston/New York 1915 (online bei sierraclub.org) Mit Illustrationen und einer Karte aus: Samuel Hall Young: Alaska Days with John Muir. Fleming H. Rebell, New York 1915
  - John Muir: Meine Reisen durch Alaska. Aus dem amerikanischen Englisch von Jens Lindenlaub. KT-Verlag 2018
- Our national parks. Houghton Mifflin, Boston/New York 1901 Digitalisat
- The Grand Cañon of the Colorado. by John Muir Published 1902 – The Project Gutenberg e-book
- Edward Henry Harriman. Doubleday Page, Garden City NY 1911 Digitalisat
- The Yosemite. The Century, New York 1912 Digitalisat
  - Yosemite. Herausgegeben von Judith Schalansky, aus dem amerikanischen Englisch übersetzt von Jens Lindenlaub. Mit einem Vorwort von Mordecai Ogada übersetzt von Max Henninger. Matthes & Seítz, Berlin 2021, ISBN 978-3-95757-877-8
- A thousand-Mile Walk to the Gulf. Houghton Mifflin, Boston/New York 1916 Digitalisat
- The cruise of the Corwin; journal of the Arctic expedition of 1881 in search of De Long and the Jeanette Publisher: Houghton Mifflin co. Boston, New York Published 1917
- Letters to a friend, written to Mrs. Ezra S. Carr, 1866-1879. „This edition consists of 300 copies.“ Publisher: Houghton, Mifflin & Co., Boston 1915 Nachdruck: N. S. Berg Dunwoody, Ga., Published 1973
- Steep trails: California, Utah, Nevada, Washington, Oregon, the Grand Cañon. Edited by William Frederic Badè. Publisher: Houghton Mifflin Company, Boston; New York 1918
  - John Muir: Steile Pfade. Aus dem amerikanischen Englisch von Jens Lindenlaub. KT-Verlag 2023

### Veröffentlichungen in Zeitungen und Zeitschriften (Auswahl)
- “Yosemite Glaciers,” Artikel in der New York Tribune vom 5. Dezember 1871. John Muirs erster veröffentlichter Artikel, für den er 200 USD erhielt. Der Aufsatz bestand aus Briefen, die er an seine Freunde gesandt hatte.
- „Shasta in Winter“ Originally published in the San Francisco Daily Evening Bulletin of December 2, 1874. Enthält Einzelheiten zu Muirs erstem Aufstieg. (College of the Siskiyous Project)
- Salmon-Breeding. In: San Francisco Daily Evening Bulletin vom 29. Oktober 1874 (College of the Siskiyous Project)
- „Snow-storm on Mount Shasta“ (Schneelsturm auf Mt. Shasta) In: Harper's New Monthly Magazine Vol. 55, No. 328, September 1877 pp. 521-530 (College of the Siskiyous Project)
- Features of the Proposed Yosemite National Park.in Zeitschrift: „The Century Magazine“, Vol. XL. September, 1890. No. 5
- Save the redwoods. Nachdruck aus: „Sierra Club Bulletin“, Vol. XI, No. 1. San Francisco, 1920 for the SAVE THE REDWOOD LEAGUE. Photo by Herbert W. Gleason